# Sąd Okręgowy Warszawa-Praga w Warszawie
Sąd Okręgowy w Warszawie-Pradze – organ wymiaru sprawiedliwości z siedzibą przy ul. Poligonowej 3 w Warszawie. Przynależy do jurysdykcji Sądu Apelacyjnego w Warszawie.

## Status prawny
Sąd okręgowy jest państwową jednostką organizacyjną nieposiadającą osobowości prawnej. W polskim wymiarze sprawiedliwości jest zasadą, że w pierwszej instancji orzeka sąd rejonowy, natomiast sąd okręgowy orzeka jako sąd pierwszej instancji tylko w sprawach o zbrodnie i niektóre występki. Na wniosek sądu rejonowego sąd apelacyjny może przekazać sądowi okręgowemu do rozpoznania w I instancji sprawę o każde przestępstwo ze względu na szczególną wagę lub zawiłość tej sprawy.
Sąd Okręgowy stanowi element władzy sądowniczej sprawującej wymiar sprawiedliwości na podstawie Konstytucji RP. Sposób organizacji Sądu reguluje ustawa o ustroju sądów powszechnych, a także akty wykonawcze. 
Obejmuje obszar właściwości sądów rejonowych w: Warszawie-Pradze-Południe, Warszawie-Pradze-Północ, Otwocku, Wołominie, Legionowie i Nowym Dworze Mazowieckim.

## Struktury organizacyjne
Sądy okręgowe funkcjonują w strukturach sądów powszechnych, które rozstrzygają wszelkie sprawy z zakresu prawa karnego, cywilnego, rodzinnego i opiekuńczego oraz prawa pracy i ubezpieczeń społecznych, które nie są zastrzeżone dla innych sądów.
W Sądzie Okręgowym w Warszawie-Pradze utworzono następujące wydziały:
- I Wydział Cywilny.
- II Wydział Cywilny.
- III Wydział Cywilny.
- IV Wydział Cywilny Odwoławczy.
- V Wydział Karny.
- VI Wydział Odwoławczy.
- VII Wydział Pracy i Ubezpieczeń Społecznych.
- VIII Wydział Penitencjarny i Nadzoru nad Wykonywaniem Orzeczeń Karnych.
- IX Wydział Wizytacyjny.

## Historia
1 maja 2005 roku rozpoczął działalność Sąd Okręgowy Warszawa-Praga. Sąd został utworzony dla mieszkańców prawobrzeżnej Warszawy, w celu zwiększenia efektywności działania warszawskich sądów. 1 stycznia 2006 roku zniesiono Sąd Rejonowy dla Warszawy Pragi, a w jego miejsce utworzono: Sąd Rejonowy dla Warszawy Pragi-Północ i Sąd Rejonowy dla Warszawy Pragi-Południe. 1 grudnia 2019 roku siedziba Sądu Okręgowego Warszawa-Praga w Warszawie znajduje się w nowym budynku przy ul. Poligonowej 3 w Warszawie.